# 스페노스테몬속
스페노스테몬속(Sphenostemon)은 뉴기니섬과 오스트레일리아 퀸즐랜드주 그리고 누벨칼레도니가 원산지인 작은 상록수 또는 관목들의 과이다.

## 분류
APG II 분류 체계는 스페노스테몬과(Sphenostemonaceae)의 유일한 속으로 분류하고, 이어서 진정국화군 II(초롱꽃군)에 목 분류없이 분류하였다.
APG II 분류 체계가 발표된 이후, 새로운 연구에 의해 스페노스테몬속(Sphenostemon)과 파라크리피아속(Paracryphia) 사이의 유연 관계가 제안되었다. 결국 속씨식물 계통발생론 웹사이트는 파라크리피아과의 하위 속으로 분류할 것을 권고하였다. 따라서 파라크리피아목의 유일한 과가 되었다.